# Плужников, Георгий Кузьмич
Георгий Кузьмич Плужников (6 мая 1926 — 16 октября 1993) — передовик советской чёрной металлургии, начальник участка доменного цеха Новотульского металлургического завода Министерства чёрной металлургии СССР, Тульская область, Герой Социалистического Труда (1966).

## Биография
Родился в 1926 году в селе Булгаково, ныне Тамбовской области в русской крестьянской семье. 
Трудовую деятельность начал в 1943 году приступив к работе на Новотульском металлургическом заводе. Участвовал в восстановлении предприятия. 
С 1948 по 1960 годы работал газовщиком опытной доменной печи Новотульского металлургического завода. Под руководством академика Бардина отрабатывались технологии по использованию кислорода в металлургии. 
С 1960 по 1976 годы трудился начальником участка газового хозяйства доменного цеха Новотульского металлургического завода. Автор многих рационализаторских предложений. неоднократно представлялся к наградам и благодарностям. 
Указом Президиума Верховного Совета СССР от 22 марта 1966 года за достижение высоких показателей в металлургической промышленности Георгию Кузьмичу Плужникову было присвоено звание Героя Социалистического Труда с вручением ордена Ленина и медали «Серп и Молот. 
Избирался депутатом Тульского городского Совета девяти созывов. 
В 1976 году вышел на заслуженный отдых. 
В последние годы жизни проживал в Туле. Умер 16 октября 1993 года. 

## Награды
За трудовые успехи был удостоен:
- золотая звезда «Серп и Молот» (22.03.1966)
- орден Ленина (22.03.1966)
- Медаль "За трудовую доблесть" (28.05.1960)
- Медаль "За трудовое отличие" (24.01.1950)
- другие медали.